# 띠이랑

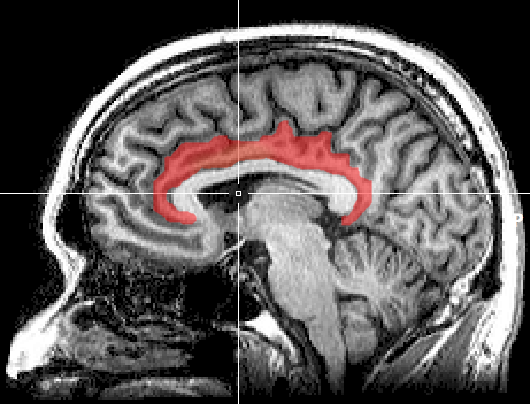
MRI에서 띠이랑이 붉은색으로 강조되어 있다.

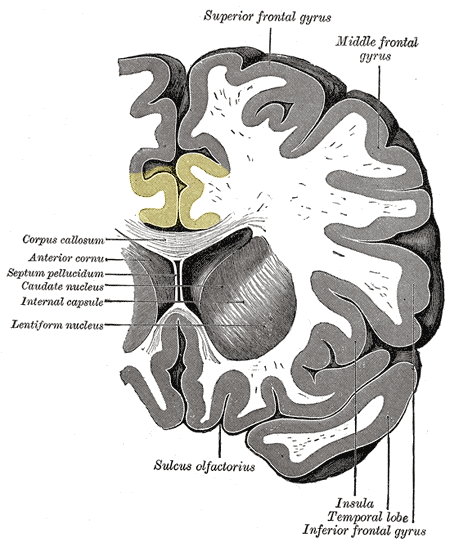
뇌의 관상면(coronal section). 띠이랑은 노란색으로 표시되어 있다.

띠이랑(cingulate gyrus) 또는 대상회(帶狀回)는 대뇌 반구 안쪽 면에서 뇌들보를 둘러싸는 둥글고 긴 이랑을 가리킨다.
띠다발 겉질(cingulate cortex) 또는 대상 겉질은 대뇌 겉질의 내측면에 위치한 뇌의 일부이다. 대상 피질은 뇌들보 바로 위에 있는 전체 띠이랑(cingulate gyrus)과 띠고랑(cingulate sulcus)에서 이것이 계속되는 부분을 포함한다. 대상겉질은 일반적으로 둘레엽(limbic lobe, 변연엽)의 일부로 간주된다.
시상과 신피질로부터 입력을 받고 띠다발(cingulum, 혀면결절)를 통해 내후각 피질(entorhinal cortex)로 투사한다. 이는 감정 형성 및 처리, 학습, 기억과 관련된 변연계의 필수적인 부분이다. 이 세 가지 기능의 조합으로 인해 대상회는 동기 부여 결과를 행동에 연결하는 데 큰 영향력을 갖게 된다(예: 특정 행동이 긍정적인 감정 반응을 유도하여 학습으로 이어짐). 이 역할은 우울증 및 조현병과 같은 장애에서 대상 피질을 매우 중요하게 만든다. 또한 집행 기능(executive function)과 호흡 조절에도 역할을 한다.

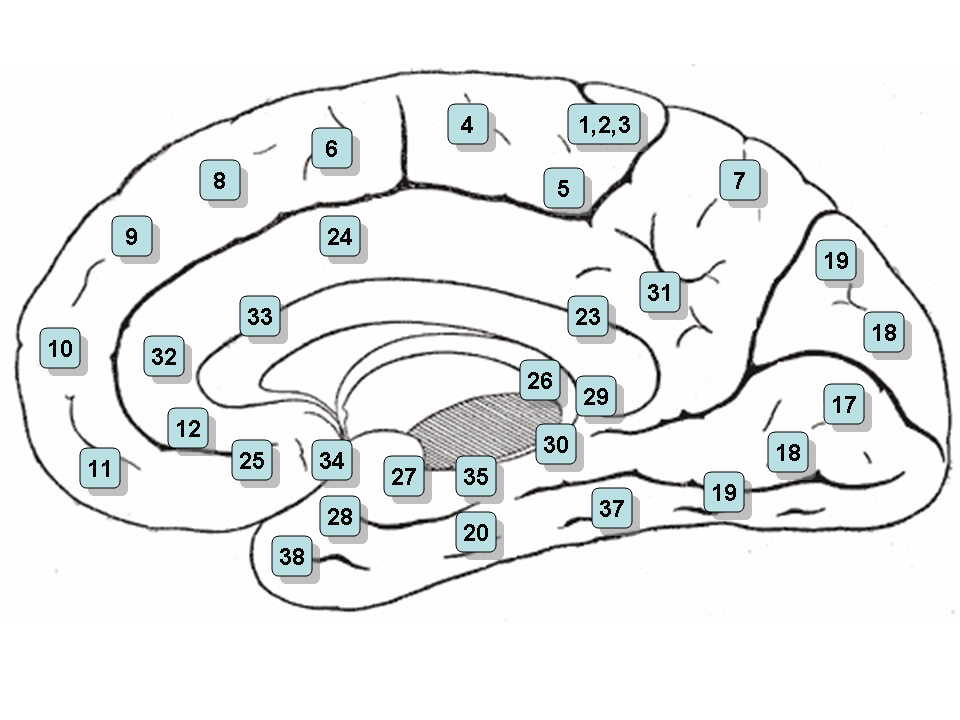
우반구 내측 부분의 브로드만 영역.

## 어원
cingulate라는 용어는 라틴어 cingulātus("거들 모양(girdled)"을 의미함)에서 파생되었다.

## 띠이랑잘록
띠이랑잘록(isthmus cingulate) 또는 대상회협(帶狀回狹)은 대뇌 반구 안쪽 면에 있는 '띠이랑'이 뇌들보팽대 아래에서 해마곁이랑으로 이행되면서 좁아진 부분이다.

## 구조

### 전대상피질
전대상피질(또는 전측 대상회피질, ACC, anterior cingulate cortex)은 대상피질의 전반부이다. 브로드만 영역 24, 32, 33번에 해당한다. 시상에서 입력을 받으며, 변연계의 일부로서 파페츠 회로를 구성한다. ACC와 BLA(basolateral nucleus of amygdala)간의 신경연결망의 존재가 보고된 바 있다.

### 후대상피질
후대상피질(posterior cingulate gyrus; PCC)은 관상면 뒤쪽에 해당하는 대상피질의 후반부이다. 브로드만 영역 23, 31번에 해당한다. 시상과 해마체에서 입력을 받으며, 파페츠 회로에도 일부 참여한다. 알츠하이머병에서 이 영역에 대사저하가 나타난다는 것이 보고되었다.

## 같이 보기
- 해마
- 중심고랑(central sulcus)
- 변연계